# Mary (Saône-et-Loire)
Mary é uma comuna francesa na região administrativa de Borgonha-Franco-Condado, no departamento Saône-et-Loire. Estende-se por uma área de 14,93 km². Em 2010 a comuna tinha 258 habitantes (densidade: 17,3 hab./km²).